# Cynanthus canivetii
Cynanthus canivetii là một loài chim trong họ Trochilidae.